# 劈柴沟站
劈柴沟站曾是一个襄渝线上的铁路车站，位于湖北省襄阳市谷城县五山镇劈柴沟，建于1968年，原为四等站。武汉至安康二线建成后该车站已关闭拆除。